# Trzemeszno (gemeente)
De gemeente Trzemeszno is een stad- en landgemeente in het Poolse woiwodschap Groot-Polen, in powiat Gnieźnieński.
De zetel van de gemeente is in Tremeszno.
Op 30 juni 2004 telde de gemeente 14 102 inwoners.

## Oppervlakte gegevens
In 2002 bedroeg de totale oppervlakte van gemeente Trzemeszno 174,81 km², waarvan:
- agrarisch gebied: 75%
- bossen: 10%

De gemeente beslaat 13,94% van de totale oppervlakte van de powiat.

## Demografie
Stand op 30 juni 2004:
| Omschrijving                   | Totaal | Totaal | Vrouwen | Vrouwen | Mannen | Mannen |
| ------------------------------ | ------ | ------ | ------- | ------- | ------ | ------ |
| eenheid                        | aantal | %      | aantal  | %       | aantal | %      |
| inwoners                       | 14 102 | 100    | 7106    | 50,4    | 6996   | 49,6   |
| bevolkingsdichtheid (inw./km²) | 80,7   | 80,7   | 40,6    | 40,6    | 40     | 40     |

In 2002 bedroeg het gemiddelde inkomen per inwoner 1279,52 zł.

## Plaatsen
Bieślin, Brzozowiec, Bystrzyca, Cytrynowo, Dąbrowa, Duszno, Dysiek, Folusz, Gołąbki, Grabowo, Huta Trzemeszeńska, Ignalin, Jastrzębowo, Jerzykowo, Kamieniec, Kierzkowo, Kozłowo, Kozłówko, Kruchowo, Kurze Grzędy, Lubiń, Ławki, Miaty, Mijanowo, Miława, Niewolno, Ochodza, Ostrowite, Pasieka, Płaczkowo, Popielewo, Powiadacze, Rudki, Smolary, Szydłowo, Szydłowo Drugie, Święte, Trzemżal, Wydartowo, Wymysłowo, Zieleń.

## Aangrenzende gemeenten
Gniezno, Mogilno, Orchowo, Rogowo, Witkowo